# Blackwell (Oklahoma)
Blackwell é uma cidade localizada no estado norte-americano de Oklahoma, no Condado de Kay.

## Demografia
Segundo o censo norte-americano de 2000, a sua população era de 7668 habitantes. 
Em 2006, foi estimada uma população de 7193, um decréscimo de 475 (-6.2%).

## Geografia
De acordo com o United States Census Bureau tem uma área de 
14,1 km², dos quais 14,1 km² cobertos por terra e 0,0 km² cobertos por água. Blackwell localiza-se a aproximadamente 309 m acima do nível do mar.

## Localidades na vizinhança
O diagrama seguinte representa as localidades num raio de 24 km ao redor de Blackwell. 